# Union Theological Seminary
Union Theological Seminary är en oberoende teologisk institution i New York. Den grundades 1836 av den Presbyterianska kyrkan och tillhör numera Columbia University. Lokalerna ligger på Manhattan mellan Claremont Ave. och Broadway, 120:e och 122:a gatan.